# Patteriol
Der Patteriol ist ein 3056 m ü. A. hoher Berg in der Verwallgruppe in Tirol, Österreich. Der Patteriol wird teilweise auch als das „Matterhorn des Verwalls“ bezeichnet.

## Geschichte
Die Erstbegehung erfolgte um das Jahr 1860 durch Vermessungsingenieure, Gamsjäger und einen Kaiserjäger.

## Lage und Umgebung
Der Patteriol ist einer der acht Dreitausender des Verwalls und gehört zur Untergruppe des Fasulkamms innerhalb der Östlichen Verwallgruppe. Er ist der Hausberg der Konstanzer Hütte. Nächsthöherer Berg ist die 3148 m ü. A. hohe Kuchenspitze, die etwa 3 km östlich des Patteriol liegt. Die Schartenhöhe beträgt 462 m, Bezugsscharte ist der 2594 m hohe Sattel zwischen dem Vertineskopf und dem Vertinespleiskopf.
Neben dem Hauptgipfel hat der Patteriol noch Nebengipfel: den Südgipfel, auch Pfeilerkopf genannt (2884 m) und das sogenannte Horn (3003 m). Knapp 1 km nördlich des Hauptgipfels befindet sich der Kleine Patteriol (2590 m).
Der Patteriol besteht hauptsächlich aus Biotit-Granit-Gneis.

## Routen zum Gipfel
Der 1891 erstmals begangene Normalweg führt in viereinhalb Stunden von der Konstanzer Hütte durch das Fasultal, über den Bruckmannweg und anschließend über die Südflanke des Patteriol im Schwierigkeitsgrad II der UIAA-Skala auf den Gipfel.
Vor allem an der Ostflanke gibt es mehrere alpine Klettertouren, darunter:
- Nordostgrat, Schwierigkeitsgrad meist III, je eine Stelle IV− und V
- Ostpfeiler, Schwierigkeitsgrad IV+
- Direkter Südpfeiler (Via Nazalar), Schwierigkeitsgrad IV+

## Aussicht
Vom Patteriol kann man bei klarem Wetter bis zum Weisshorn im Wallis, sowie zu den Berner Alpen (Bietschhorn, Aletschhorn, Finsteraarhorn) sehen.